# رستي والاس
رستي والاس (بالإنجليزية: Rusty Wallace)‏ هو سائق سيارة سباق ومعلق رياضي أمريكي، ولد في 14 أغسطس 1956 في فينتون في الولايات المتحدة.

## وصلات خارجية
- الموقع الرسمي
- رستي والاس على موقع Racing-Reference.info (الإنجليزية)
- رستي والاس على موقع DriverDB.com (الإنجليزية)
- رستي والاس على موقع قاعة ميسوري للمشاهير الرياضية (الإنجليزية)
- رستي والاس على موقع IMDb (الإنجليزية)
- رستي والاس على موقع قاعدة بيانات الفيلم (الإنجليزية)